# Còdex Durán
El Còdex Durán o Historia de las Indias de Nueva España e Islas de Tierra Firme és un manuscrit novohispano realitzat en la segona meitat del segle XVI pel frare dominic Diego Durán. Pertany a la col·lecció de la Biblioteca Nacional d'Espanya.

## Temàtica
La Història de les Índies... és un text que aborda la història antiga dels mexicas. Al llarg del text apareixen nombroses referències a altres textos anteriors, i sembla evident que alguna de les seves fonts també servís com a model per a la Crònica Mexicáyotl d'Hernando de Alvarado Tezozómoc, amb la qual comparteix no només la temàtica, sinó una bona part de la informació. Aquest document hipotètic i perdut ha estat anomenat Crònica X.

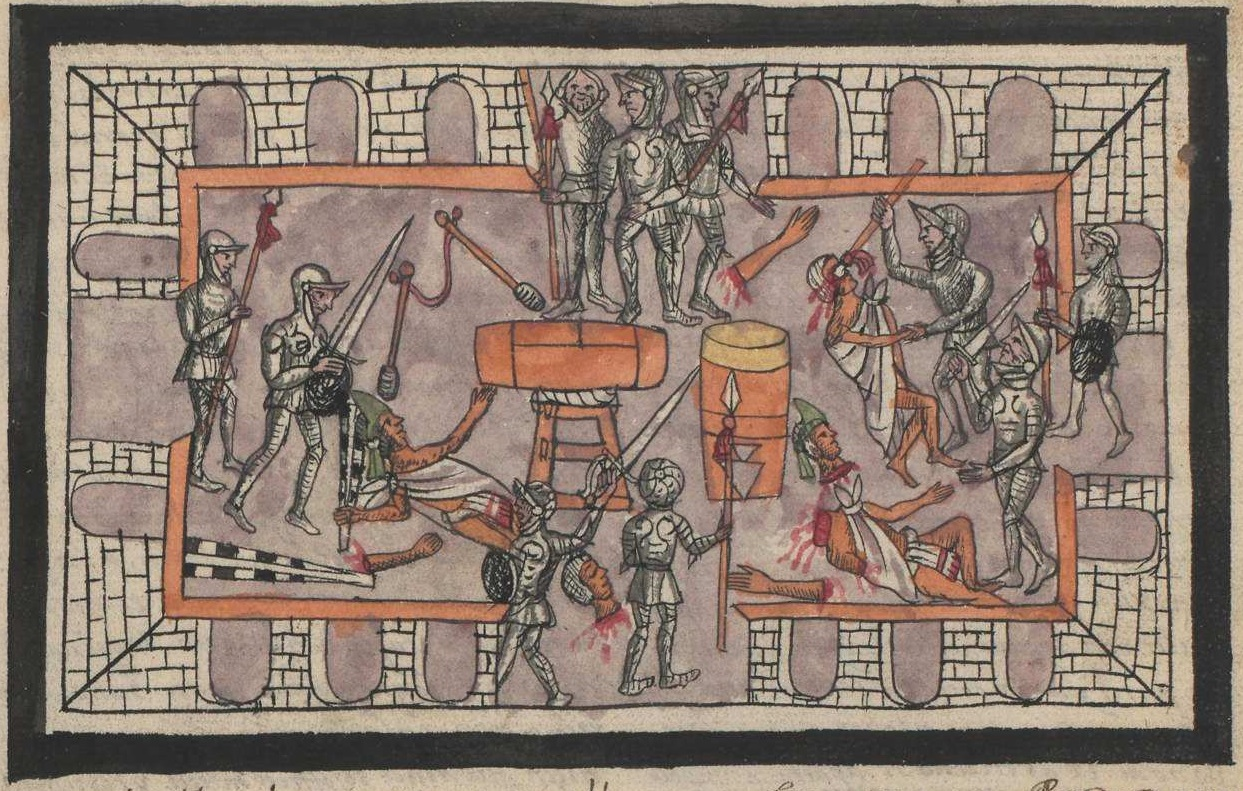
Imatge del Còdex Durán on s'aconsegueix veure la Massacre de Tóxcatl (entre 1521 i 1530).

El Còdex Durán abasta la història dels mexiques o asteques des de la seva sortida de Chicomóztoc fins a la seva derrota enfront dels espanyols. A les pàgines del manuscrit, Durán inclou nombroses anècdotes i és extremadament detallista. El caràcter dels personatges de la història mexica rep un tractament particular que té com a propòsit exposar les causes de la grandesa i la ruïna de Mèxic-Tenochtitlán. Aquest tractament intencional es diferencia del que reben els mateixos personatges en la Crònica Mexicáyotl. Per posar un exemple, Tlacaélel sembla molt més important en el desenvolupament del poder mexica en Durán que en Tezozómoc.
En tot cas, ambdues obres -i per punt la 'Crònica X' de la qual procedeixen- representen la versió historiogràfica de l'alta noblesa asteca, i deuen considerar-se com la història oficial de l'imperi Tenochtitlán, amb un alt component propagandístic.